# Amerli
Amerli ou Amirli (en arabe : آمرلي) est une ville d'Irak située dans la province de Salah ad-Din, à environ 100 km de la frontière iranienne. Sa population s'élève à 26 000 habitants[Quand ?], principalement des Turcomans. C'est le centre d'une région agricole.

## Histoire
En 2007, un attentat à la bombe sur la place du marché avait tué 105 personnes et blessé 250 autres.
En 2014, durant la guerre civile irakienne, la ville et sa population d'environ 15 000 Turcomans chiites fait l'objet d'un siège jihadiste de deux mois. La ville est alors à court de nourriture, d'eau et de fournitures. Un représentant de l'ONU a déclaré : « La situation des personnes en Amerli est désespérée et exige des mesures immédiates pour empêcher le massacre possible de ses citoyens ». Le 31 août, l'armée irakienne a réussi à briser le siège et à entrer dans la ville. Des avions français, britanniques, australiens et américains larguent alors à la suite de sa libération par l'armée de l'aide humanitaire aux civils.